# جوك ماكنزي (لاعب اتحاد الرغبي)
جوك ماكنزي (بالإنجليزية: Jock McKenzie)‏ هو لاعب اتحاد الرغبي نيوزيلندي، ولد في 15 مارس 1892 في ليتلتون في نيوزيلندا، وتوفي في 25 سبتمبر 1968 في Mount Maunganui ‏ في نيوزيلندا.